# Institut d'études stratégiques (Cracovie)
L’Institut d'études stratégiques (en polonais Fundacja Instytut Studiów Strategicznych) est une fondation polonaise créée en 1993 sous le nom de Centre international pour le développement de la démocratie (en polonais Międzynarodowe Centrum Rozwoju Demokracji) par l'université Jagellonne de Cracovie, l'université d'économie de Cracovie et Bogdan Klich.

## Histoire

### Création
L'institut est fondé en 1993.

### Changement de nom
Il porte son nom actuel depuis 2001.
Lors de sa nomination au poste de ministre de la Défense en 2008, Bogdan Klich a laissé la présidence de la fondation à sa femme Anna Szymańska-Klich.
En 2006, l’Institut d'études stratégiques a attribué le prix Semper in altum à Leszek Balcerowicz. Le Conseil d'honneur de l'Institut compte parmi ses membres notamment Andrzej Olechowski, Zbigniew Brzezinski et Valéry Giscard d'Estaing.
L'Institut a bénéficié pour la mise en œuvre de ses projets de financements et partenariats polonais, européens et internationaux, notamment German Marshall Fund, la Fondation Friedrich-Naumann, la Fondation Friedrich-Ebert, la Fondation Étienne Bathory (affiliée à la Fondation Soros), l'Institut français de Cracovie et le consulat général de France à Cracovie.